# Typhlonarke
Typhlonarke (Waite, 1826) è un genere di torpedini della famiglia Narkidae endemico delle acque della Nuova Zelanda.

## Etimologia
Il termine "Typhlonarke" fu coniato da Edgar R. Waite nel 1909 e apparve per la prima volta in un suo articolo pubblicato sulla rivista Records of the Canterbury Museum. Waite creò il termine a partire dal nome del genere Narke, che deriva dal nome greco delle torpedini, ossia nárkē (νάρκη), ed aggiungendovi il termine greco "tuphlós" (τῠφλός), ossia "cieco".

## Descrizione
Gli appartenenti a questo genere sono piccoli e piatti pesci cartilaginei caratterizzati dall'avere delle pinne pettorali di forma quasi circolare, una coda piuttosto corta e spessa corredata da larghe pinne caudali e una sola pinna dorsale (un tratto, questo, condiviso all'interno dei narkidi solo con gli appartenenti al genere Narke). La parte anteriore delle loro pinne ventrali si è modificata per consentire a queste torpedini di, letteralmente, camminare sul fondo mentre la parte posteriore si è fusa con il disco che costituisce il corpo del pesce, di colore marrone scuro nella parte inferiore e più chiaro nella parte superiore. I Typhlonarke, la cui lunghezza può arrivare a 38 cm nel caso della T. aysoni e a 35 cm nel caso della T. tarakea, sono caratterizzati anche dal fatto di avere occhi non visibili dall'esterno e praticamente inutili, da cui l'appellativo "torpedini cieche" con cui talvolta vengono chiamati gli appartenenti a questo genere.

## Biologia ed ecologia
Il flaccido disco che costituisce il corpo di queste torpedini e la loro rudimentale coda suggeriscono che esse non siano delle buone nuotatrici, tuttavia, un attento esame della loro anatomia lascia pensare che esse si possano spingere in avanti lungo il fondale utilizzando i lobi anteriori modificati delle loro pinne ventrali, chiamati "crurae". Peraltro, questo tipo di strutture è stato osservato anche in altri generi di pesci bentici raiformi, inclusi i generi Raja, Cruriraja e Anacanthobatis, e si ritiene che esse siano un adattamento utile a cibarsi degli invertebrati presenti nel sedimento della superficie del fondale marino, tra cui ad esempio, molte specie di policheti.

### Riproduzione
Si ritiene che la riproduzione degli appartenenti a questo genere, così come accade per gli altri appartenenti alla famiglia dei Narkidae, sia ovovivipara e che veda la generazione di un massimo di 11 nuovi nati, la cui lunghezza è solitamente compresa tra i 9 e i 10 cm.

## Distribuzione e habitat
Come detto, entrambe le specie del genere Typhlonarke sono originarie della Nuova Zelanda, ma, a causa della loro somiglianza, una loro esatta distribuzione è difficile da stabilire. Esemplari di entrambe le specie sono stati pescati tramite reti a strascico al largo della costa orientale dell'Isola del Nord a sud di East Cape e nei pressi dell'isola Stewart e delle isole Chatham, ad una profondità compresa tra i 46 e gli 800 m, con la maggior parte degli individui pescati tra i 300 e i 400 m.

## Interazioni con l'uomo
La Lista rossa IUCN assegna ad entrambe le specie conosciute di Typhlonarke la categoria DD, evidenziando quindi come non esistano dati sufficienti per valutarne lo stato di conservazione. Tuttavia entrambe sono generalmente ritenute piuttosto rare e, in quanto specie di pesci bentici, potenzialmente vulnerabili alla pesca a strascico, dato che le loro zone di distribuzione coincidono spesso con le tratte percorse più comunemente dai pescherecci che adottano questo tipo di pesca.